# Betsy Clifford
Elizabeth Anne Clifford detta Betsy (Ottawa, 15 ottobre 1953) è un'ex sciatrice alpina canadese, campionessa del mondo nello slalom gigante a Val Gardena 1970 e vincitrice della Coppa del Mondo di slalom speciale nel 1971 e della Can-Am Cup nel 1973.

## Biografia
Originaria di Camp Fortune, era figlia di John e nipote di Harvey, a loro volta sciatori alpini.
Sciatrice polivalente, entrò nella nazionale canadese ad appena 14 anni e debuttò in campo internazionale in occasione dei X Giochi olimpici invernali di Grenoble 1968, divenendo la più giovane sciatrice a competere ai Giochi olimpici invernali: si classificò 23ª nella discesa libera e non completò lo slalom gigante e lo slalom speciale. In Coppa del Mondo ottenne il primo piazzamento il 24 febbraio dello stesso anno a Oslo in slalom gigante (9ª) e il primo podio il 6 gennaio 1970 a Grindelwald giungendo 2ª in slalom speciale dietro alla francese Michèle Jacot; ai successivi Mondiali di Val Gardena 1970 vinse la medaglia d'oro nello slalom gigante (gara valida anche per la Coppa del Mondo) e fu 8ª nello slalom speciale: divenne così, a 16 anni, la più giovane sciatrice aggiudicarsi un titolo iridato.
Nella successiva stagione 1970-1971 in Coppa del Mondo ottenne due successi, entrambi in slalom speciale (quello del 21 gennaio a Schruns fu anche la sua ultima vittoria nel circuito), e vinse la Coppa del Mondo di specialità a pari merito con la francese Britt Lafforgue; nel 1972 un infortunio le impedì di partecipare agli XI Giochi olimpici invernali di Sapporo 1972. Nella stagione 1972-1973 vinse la Can-Am Cup generale e le classifiche di slalom gigante e slalom speciale e in quella successiva venne convocata per i Mondiali di Sankt Moritz 1974, dove vinse la medaglia d'argento nella discesa libera; il 22 gennaio 1976 conquistò l'ultimo podio in Coppa del Mondo, a Badgastein in combinata (3ª alle spalle della svizzera Bernadette Zurbriggen e dell'austriaca Monika Kaserer), e ai successivi XII Giochi olimpici invernali di Innsbruck 1976, sua ultima presenza olimpica, si classificò 22ª nella discesa libera, 22ª nello slalom gigante e non completò lo slalom speciale. Ritiratasi dalle competizioni internazionali al termine di quella rassegna olimpica, continuò a prendere parte a gare nazionali fino al 1979.

## Palmarès

### Mondiali
- 2 medaglie:
  - 1 oro (slalom gigante[5] a Val Gardena 1970)
  - 1 argento (discesa libera a Sankt Moritz 1974)

### Coppa del Mondo
- Miglior piazzamento in classifica generale: 7ª nel 1970
- Vincitrice della Coppa del Mondo di slalom speciale nel 1971
- 10 podi[6] (1 in discesa libera, 1 in slalom gigante, 6 in slalom speciale, 1 in combinata):
  - 3 vittorie
  - 3 secondi posti
  - 4 terzi posti

#### Coppa del Mondo - vittorie
| Data             | Località    | Paese   | Specialità |
| ---------------- | ----------- | ------- | ---------- |
| 14 febbraio 1970 | Val Gardena | Italia  | GS         |
| 16 dicembre 1970 | Val-d'Isère | Francia | SL         |
| 21 gennaio 1971  | Schruns     | Austria | SL         |

Legenda:

GS = slalom gigante

SL = slalom speciale

### Can-Am Cup
- Vincitrice della Can-Am Cup nel 1973[2][3][4]
- Vincitrice della classifica di slalom gigante nel 1973
- Vincitrice della classifica di slalom speciale nel 1973[senza fonte]
- 5 vittorie[3][4]

### Campionati canadesi
- 8 ori[2][8] (slalom gigante, slalom speciale, combinata nel 1973[4]; slalom speciale[senza fonte] nel 1974; slalom gigante[4], combinata[senza fonte] nel 1975; slalom speciale[4] nel 1976; slalom speciale[senza fonte] nel 1979)